# Plateau
Plateau (franciául: Département du Plateau) Benin tizenkét megyéjének egyike, székhelye Sakété. 1999-ben lett külön megye, előtte a terület Ouémé megyéhez tartozott.

## Földrajz
Az ország délkeleti részén található. Keletről Nigéria határolja.
5 település van a megyében:
Megyeszékhely: Sakété
Ifangni, Adja-Ouèrè, Kétou és Pobè.

## Népesség
45,7% a Nagot, 20,9% a Holli és 12,4% a Gun nemzetiséghez tartozik.

## Vallások
A muzulmánok aránya 17,8%-ra tehető. 53,1%-uk kereszténynek vallja magát. 11,6%-uk a vudu kultuszt követi.